# Peder Jensen Lodehat
Peder Jensen Lodehat, död  19 oktober 1416, dansk biskop och politiker. Han omnämns första gången år 1375 som kanik i Roskilde, och han var Drottning Margareta den 1.s rådgivare. 
På hennes uppmaning blev han år 1382 biskop i Växjö; 1386 blev han biskop i Århus och slutligen år 1395 biskop i Roskilde. Som Drottning Margareta den 1.s kansler och personliga rådgivare deltog han i en rad viktiga statsförhandlingar. 
Han var en av huvudmännen bakom Kalmarunionen och kanske författare till unionstraktaten år 1397. Omkring 1400 uppförde han herrgården Gjorslev på Stevns (Själland).
Han var farbror till den svenske ärkebiskopen Jöns Gerekesson.